# استرس مزمن
استرس مزمن پاسخ به فشار عاطفی است که برای مدت زمان طولانی تحمل می‌شود و در آن فرد احساس می‌کند که کنترلی روی شرایط ندارد. این شامل یک پاسخ سیستم غدد درون ریز است که در آن کورتیکواستروئیدها آزاد می‌شوند. در حالی که اثرات فوری هورمونهای استرس در یک وضعیت کوتاه مدت سودمند است، اما قرار گرفتن طولانی مدت در معرض استرس سطح بالایی از این هورمون‌ها را ایجاد می‌کند. این ممکن است به فشار خون بالا و بیماری قلبی، آسیب به بافت‌های عضلانی، مهار رشد، سرکوب سیستم ایمنی بدن، منجر و آسیب به سلامت روان منجر شود. استرسهای روانی – اجتماعی به عنوان یکی از عوامل به وجود آورنده بیماریهای بدنی و روانی، مقوله‌ای بهداشتی‌اند.

## سیر تاریخی
هانس سلیه (۱۹۰۷–۱۹۸۷)، معروف به «پدر استرس»، با مطالعه و شناسایی استرس به اولین اعتبار رسید. وی اثرات استرس را با قرار دادن موش‌های آزمایشگاهی در معرض تنش‌های مختلف جسمی ، آنتی ژنتیکی و محیطی از جمله ورزش بیش از حد، گرسنگی و درجه حرارت شدید قرار داد. وی عنوان کرد که موش‌ها بدون در نظر گرفتن نوع استرس، آسیب‌های جسمی از جمله خراب شدن غده تیموس و ایجاد زخم را نشان می‌دهند. Selye سپس تئوری خود را در مورد سندرم تطابق عمومی (GAS) در سال ۱۹۳۶، که امروز به عنوان «پاسخ به استرس» شناخته می‌شود، توسعه داد. وی نتیجه گرفت که انسانهایی که در معرض استرس طولانی مدت هستند نیز می‌توانند بحران سیستم هورمونی را تجربه کنند و متعاقباً شرایطی مانند بیماری قلبی و فشار خون بالا تجربه کنند. سلیه این شرایط را «بیماریهای‌های سازگار شدن» یا اثرات استرس مزمن ناشی از افزایش سطح هورمونی نامید. تحقیقات وی در مورد پاسخهای استرس حاد و مزمن، استرس را به حوزه پزشکی معرفی کرده‌است.

## فیزیولوژی
جانوران در معرض حوادث اضطراب‌آوری که کنترلی روی آن وجود ندارد، با آزاد کردن کورتیکواستروئیدها واکنش نشان می‌دهند. شاخه سمپاتیک سیستم عصبی فعال می‌شود و اپی نفرین و نوراپی نفرین نیز آزاد می‌شود.
استرس به عنوان روشی برای واکنش به موقعیت‌های دشوار و احتمالاً خطرناک در انسان نقش دارد. پاسخ "جنگ یا گریز" هنگامی که فرد یک تهدید را درک می‌کند، به بدن کمک می‌کند تا انرژی خود را برای جنگیدن یا فرار از شرایط خود انجام دهد. این پاسخ زمانی قابل توجه است که غدد فوق کلیوی اپی‌نفرین را آزاد می‌کند و باعث می‌شود رگ‌های خونی منقبض شده و ضربان قلب افزایش یابد. بعلاوه، کورتیزول هورمون دیگری است که تحت استرس آزاد می‌شود و هدف آن بالا بردن سطح گلوکز در خون است. گلوکز منبع اصلی انرژی سلول‌های انسانی است و افزایش آن در هنگام استرس به منظور داشتن انرژی در دسترس برای سلول‌های فعال است.
استرس مزمن همچنین در اکثر مطالعات با از دست دادن سریع تلومرها همراه است.

## واکنش
انواع مختلفی از عوامل استرس‌زا، مدت زمان عوامل استرس زا و ویژگی‌های شخصی ارثی ژنتیکی بر پاسخ محور هیپوتالاموس-هیپوفیز-آدرنال به موقعیت‌های استرس‌زا اثر می‌گذارد. محور هیپوتالاموس هیپوفیز- آدرنال و سایر محورهای غدد درون‌ریز نیز در پاسخ به استرس نقش دارد. 
تاب‌آوری در استرس مزمن به عنوان توانایی مقابله با استرس به صورت سالم تعریف می‌شود. زمانی که فرد قدرت تاب‌آوری دارد، قدرت‌های درونی خود را تحت کنترل در می‌آورد که این توانایی از بازگشت به عقب و پسرفت در مواجهه با سختی‌ها و مشکلاتی مانند از دست دادن شغل، بیماری، فاجعه یا از دست دادن فرد مورد علاقه جلوگیری می‌کند. اما اگر توان تاب‌آوری محدود باشد ممکن است در شرایط سخت فرد ناامید و افسرده شود یا به مکانیسم‌های دفاعی ناکارآمدی مانند مصرف مواد مخدر روی‌آورد.
شش دسته از منابع وجود دارد که بر توانایی مقابله فرد تأثیر می‌گذارد:
- شخصیت (همدلی / همدردی، تعهد، خوش‌بینی)
- صفات وابسته به نفس (عزت نفس، اعتماد به نفس، خودکنترلی)
- اتصال اجتماعی (شبکه اجتماعی، پشتیبانی در دسترس)
- نماهای فرهنگی (اعتقادات مذهبی، عقاید اخلاقی)
- مهارت‌های رفتاری (مهارت‌های اجتماعی، پاسخ به مدیریت احساسات)
- موارد دیگر (وضعیت اقتصادی-اجتماعی، سلامت عمومی)

## علائم
استرس مزمن سبب می‌شود بدن علی‌رغم اینکه خطری نداشته باشد در حالت هوشیار ثابت بماند. استرس طولانی مدت باعث اختلال در سیستم ایمنی، گوارشی، قلبی عروقی، خواب و تولید مثل می‌شود. علائم دیگری که ممکن است افراد تجربه کنند شامل اضطراب، افسردگی، غمگینی، عصبانیت، تحریک پذیری، انزوای اجتماعی، سردرد، مشکلات پوستی، مشکلات قاعدگی، درد شکم، کمردرد و مشکل در تمرکز است. علائم دیگر شامل حملات هراس یا اختلال پانیک است. استرس مزمن می‌تواند خطر ابتلا به اختلالات روان‌پزشکی و برخی از اختلالات جسمی مانند بیماری‌های قلبی عروقی، فشار خون بالا و دیابت را افزایش دهد.
از آنجا که استرس مزمن به دلیل طیف گسترده‌ای از عوامل محیطی، تغذیه‌ای، شیمیایی، آسیب‌شناختی یا ژنتیکی است، طیف گسترده‌ای از سیستم‌های فیزیولوژیک می‌تواند آسیب ببینند. استرس می‌تواند آتروفی عضلانی ایجاد کند، بدن را تحت فشار قرار دهد تا انرژی را مانند چربی ذخیره کند و قند خون را به‌طور غیرطبیعی بالا نگه دارد. این‌ها علائم دیابت است. قرار گرفتن بیش از حد در معرض گلوکوکورتیکوئیدها همچنین می‌تواند سبب فشار خون بالا (فشار خون بالا) و آترواسکلروز (سخت شدن شریان‌ها) شود که خطر حمله قلبی را افزایش می‌دهد.
استرس مزمن همچنین سبب کاهش مقاومت در برابر عفونت و التهاب می‌شود و حتی ممکن است سیستم ایمنی بدن علیه خود حمله کند.
با توجه به تأثیراتی که بر مغز می‌گذارد، استرس مزمن رشد نورون‌ها را در هیپوکامپ (مرکز حافظهٔ مغز) مهار می‌کند. همچنین مسیرهای عصبی را که در شناخت و تصمیم‌گیری فعال هست، سرکوب می‌کند و باعث افزایش سرعت پیری می‌شود. همچنین، استرس مزمن آسیب‌های ناشی از سکته مغزی را بدتر می‌کند و می‌تواند سبب اختلالات خواب شود. (کورتیزول باعث بیداری می‌شود، بنابراین بیان بیش از حد باعث بی خوابی ناشی از استرس می‌شود)